# Talki (gmina)
Talki – dawna gmina wiejska istniejąca w latach 1945–1954 w woj. olsztyńskim (dzisiejsze woj. warmińsko-mazurskie). Siedzibą władz gminy były kolejno Małe Konopki i Talki.
Gmina Talki powstała po II wojnie światowej, 18 listopada 1945 na terenie tzw. Ziem Odzyskanych. 28 czerwca 1946 roku jako jednostka administracyjna powiatu giżyckiego gmina weszła w skład nowo utworzonego woj. olsztyńskiego. Niektóre źródła podają niepoprawną nazwę gmina Małe Konopki). Według stanu z 1 lipca 1952 roku gmina była podzielona na 15 gromad: Bielskie, Czyprki, Danowo, Hejbuty, Jedamki, Konopki Małe, Konopki Wielkie, Malinka, Okrągłe, Pańska Wola, Radzie, Skomack Mały, Talki, Wyszowate i Zelki.
Gmina została zniesiona 29 września 1954 roku wraz z reformą wprowadzającą gromady w miejsce gmin. Jednostki nie przywrócono 1 stycznia 1973 roku po reaktywowaniu gmin.